# 绝不放手
《绝不放手》（英語：Never Let Go）是2024年上映的美国生存题材恐怖片，由亞歷山大·阿甲执导，凯文·考夫林和莱恩·格拉斯比编剧，荷莉·貝瑞、珀西·达格斯四世、安东尼·B·詹金斯、马修·凯文·安德森、克莉丝汀·朴和斯蒂芬妮·拉维尼主演。电影于2024年9月20日在美国上映，由狮门影视公司发行。

## 梗概
一位单亲妈妈与双胞胎儿子住在林间小屋，多年来一直受到邪灵折磨。然而，其中一位男孩开始质疑邪恶的存在，家人间的神圣纽带被打破，一场危险的生存之战就此打响。

## 演员
- 荷莉·貝瑞飾演媽媽
- 珀西·达格斯四世（Percy Daggs IV）飾演諾蘭（Nolan）
- 安东尼·B·詹金斯（Anthony B. Jenkins）飾演山繆（Samuel）
- 马修·凯文·安德森（Matthew Kevin Anderson）飾演陌生人
- 克莉丝汀·朴（Christin Park）飾演護理人員
- 斯蒂芬妮·拉维尼（Stephanie Lavigne）飾演邪靈（The Evil）

## 制作
2020年8月，凯文·考夫林和莱恩·格拉斯比撰写的恐怖片剧本《Mother Land》被肖恩·利维的21 Laps Entertainment制片，狮门影视公司负责发行。2021年4月，马克·罗曼尼克宣布出任电影导演。次月，罗曼尼克退出项目，由亞歷山大·阿甲接手，荷莉·貝瑞加盟剧组。2022年6月，狮门在戛纳电影节买下电影海外发行权。2023年4月，珀西·达格斯四世和安东尼·B·詹金斯加盟剧组，电影改名《Never Let Go》。2024年5月，马修·凯文·安德森、克莉丝汀·朴、斯蒂芬妮·拉维尼加盟剧组。
主体拍摄于2023年4月17日至6月2日在加拿大不列颠哥伦比亚省温哥华进行。

## 发行
电影于2024年9月19日在奇幻电影节首映，次日在美国院线上映。电影原定于9月27日上映，之后宣布提前，原档期改上映《奪魂鋸X》。